# Кіра Ван Рік
Кіра Ван Рік (6 січня 1999) — канадська волейболістка, діагональний. Гравець національної збірної. Учасниця двох чемпіонатів світу і переможець Кубка претендентів 2019 року.

## Із біографії
З 2017 по 2019 рік захищала кольори команди «Тандербердз» з Університету Британської Колумбії У першому сезоні здобула бронзову нагороду студентської ліги U Sports Наступного року її команда стала чемпіоном ліги, а Кіру ван Рік визнали найкращою волейболісткою першості. У другому сезоні отримала приз лейтенент-губернатора як найкраща спортсменка у змаганнях студентської ліги U Sports..
У 2019 році залишила університет і підписала контракт з клубом «Бергамо» з італійської жіночої волейбольної ліги Серії A1 На початку 2020 року повернулася на батьківщину через пандемію COVID-19. У наступному сезоні захищала кольори польської команди «Девелопрес» З 2021 року виступає в турецькій лізі за «Тюрк Хава Йоллари» зі Стамбула.
Ван Рік відвідувала християнську школу графства Суррей і має двох старших сестер Джоселін і Емі. Вона також затята любителька собак .
У складі національної збірної виступала на чемпіонатах світу (2018, 2022), розіграшах Ліги націй, Кубку претендентів (2019), Панамериканському кубку і відбіркових турнірах на Олімпійські ігри.

## Клуби
| Роки      | Команди                       |
| --------- | ----------------------------- |
| 2019—2020 | «Дзанетті» (Бергамо)          |
| 2020—2021 | «Девелопрес» (Ряшів)          |
| 2021—2024 | «Тюрк Хава Йоллари» (Стамбул) |
| 2024—     | «Вакифбанк» (Стамбул)         |

## Досягнення
У збірній
Кубок претендентів
- Перше місце (1): 2019

У клубах
Чемпіонат Туреччини
- Перше місце (1): 2025

## Статистика
В єврокубках:
| Сезон   | Клуб                | Турнір         | Ігри | Сети | Очки | Ср.  | Примітки |
| ------- | ------------------- | -------------- | ---- | ---- | ---- | ---- | -------- |
| 2020/21 | «Девелопрес»        | Ліга чемпіонів | 6    | 17   | 82   | 4,82 |          |
| 2021/22 | «Тюрк Хава Йоллари» | Ліга чемпіонів | 6    | 23   | 108  | 4,7  |          |
| 2022/23 | «Тюрк Хава Йоллари» | Кубок ЄКВ      | 6    | 17   | 107  | 6,29 |          |
| 2023/24 | «Тюрк Хава Йоллари» | Кубок ЄКВ      | 1    | 5    | 18   | 3,6  |          |
| 2024/25 | «Вакифбанк»         | Ліга чемпіонів | 10   | 31   | 128  | 4,13 |          |